# Irradiancja

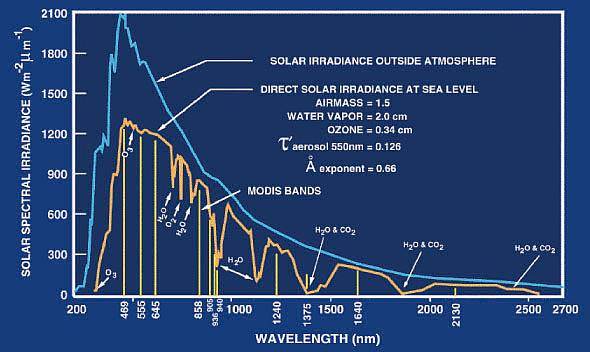
Spektralna irradiancja Słońca na szczycie atmosfery i na powierzchni ziemi

Irradiancja, także natężenie napromienienia w radiometrii – strumień promieniowania na jednostkę powierzchni. Odpowiada to mocy jaką, przenosi promieniowanie przez płaszczyznę jednostkową. Jednostką irradiancji w układzie SI jest wat na metr kwadratowy [W/m²]. Czasami irradiancja jest nazywana natężeniem lub intensywnością.
Jeżeli strumień {\displaystyle \Phi } pada na powierzchnię {\displaystyle A} pod kątem {\displaystyle \alpha ,} wtedy irradiancja jest opisana wzorem
{\displaystyle E={\frac {\mathrm {d} \Phi }{\mathrm {d} A}}\cos \alpha .}
Strumień energii przychodzący na powierzchnię z różnych kierunków ma różną wagę. Jeżeli obiekt (punktowy) promieniuje jednorodnie we wszystkich kierunkach, to irradiancja tego promieniowania maleje odwrotnie proporcjonalnie do kwadratu odległości od obiektu.
Irradiancja Słońca jest mierzona pyranometrem.

## Irradiancja spektralna
Irradiancja spektralna to irradiancja przypadająca na jednostkę szerokości widma, czyli strumień promieniowania na jednostkę powierzchni w wybranym jednostkowym fragmencie widma elektromagnetycznego. Może ona zatem oznaczać irradiancję na jednostkę długości fali, wówczas jednostką jest 1 W·m−2·nm−1, bądź na jednostkę częstotliwości: wtedy jednostką jest 1 W·m−2·Hz−1.